# سن خوان (تگزاس)
سن خوان، تگزاس(به انگلیسی: San Juan, Texas) شهری در ایالت تگزاس از ایالات جنوبی ایالات متحده آمریکا است. در سرشماری سال ۲۰۰۰، جمعیت این شهر ۲۶۲۹۹ نفر اعلام شد.

## نگارخانه

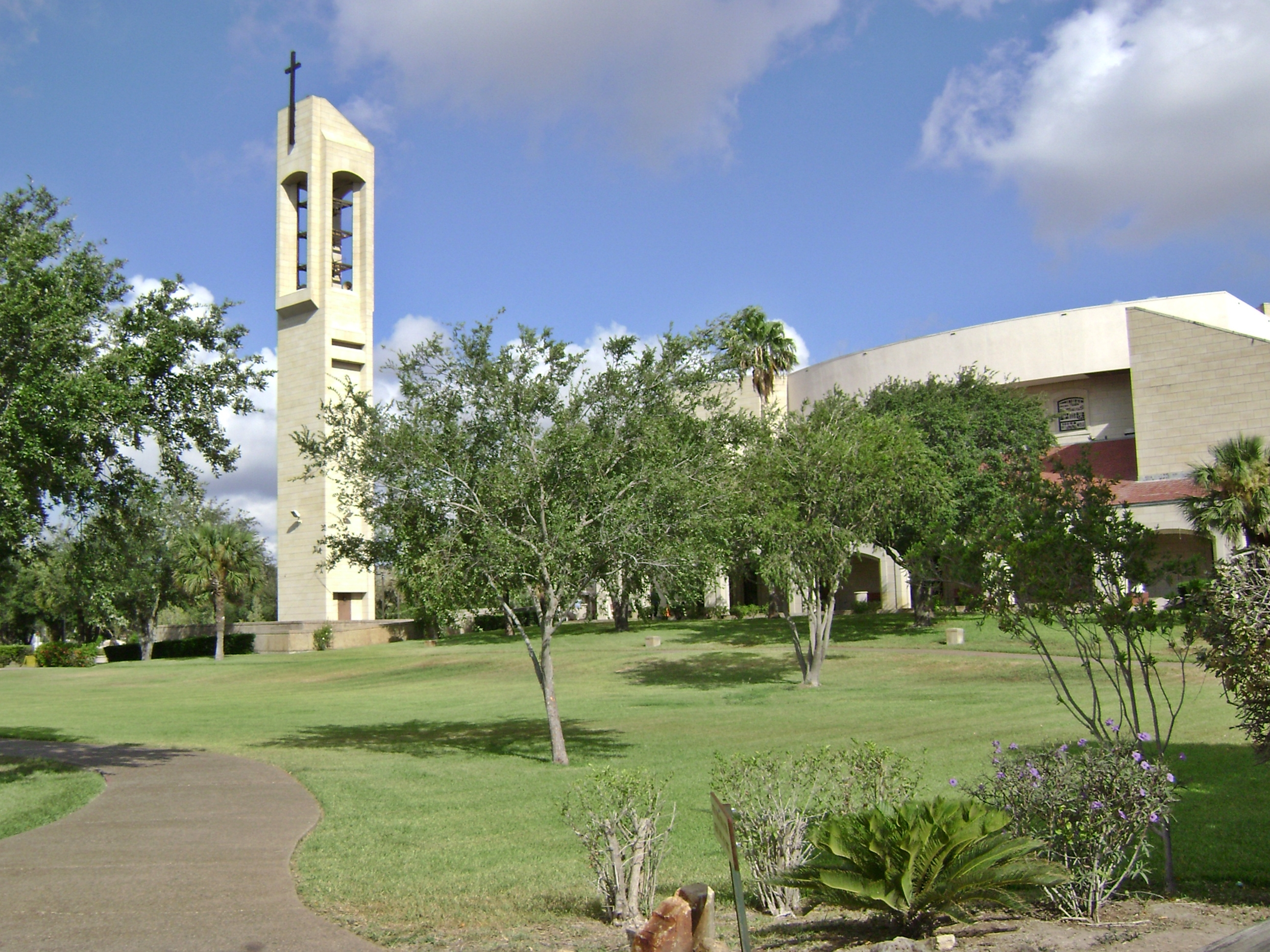
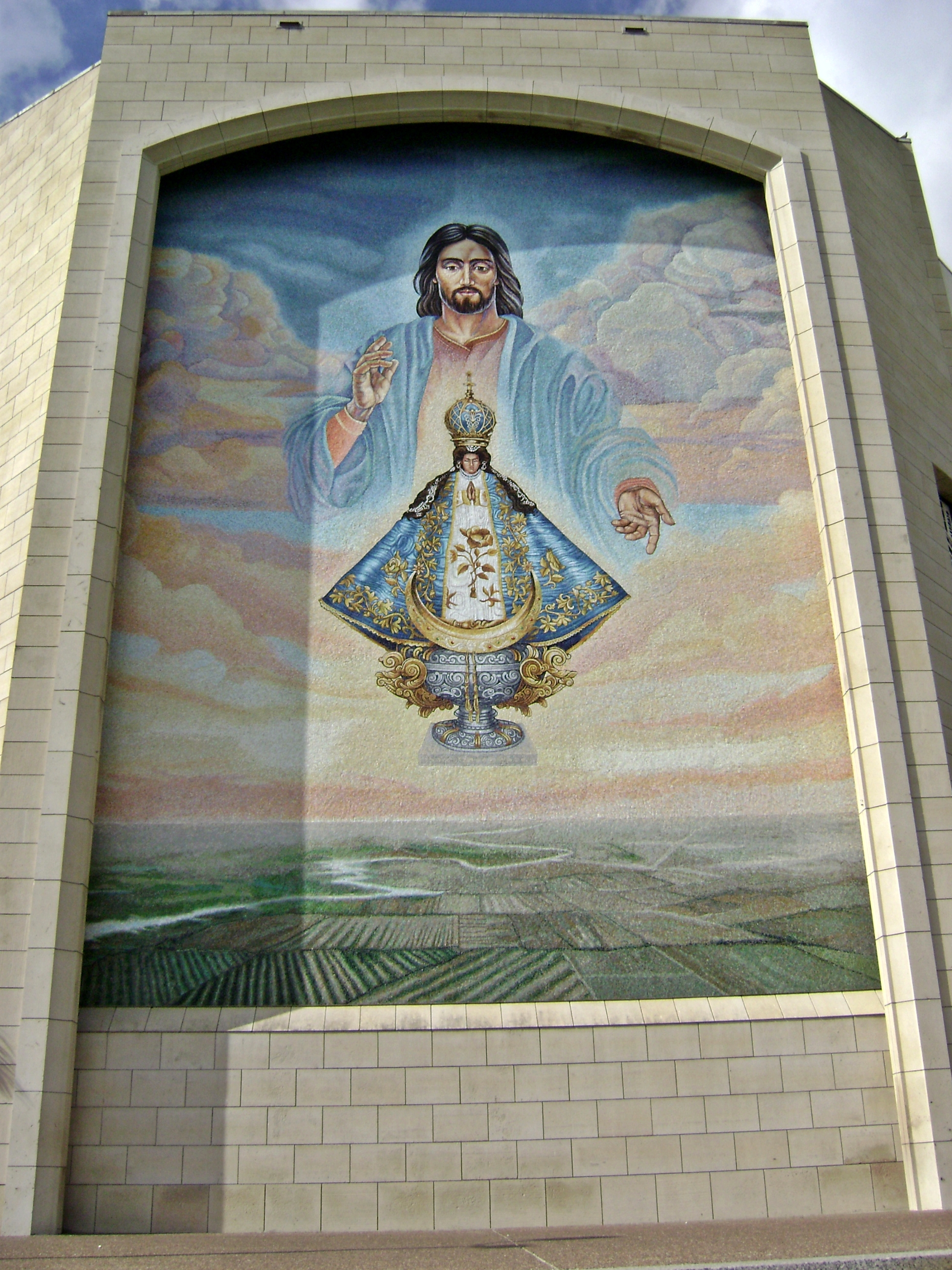